# Listă de filme britanice din 2001
Aceasta este o listă de filme britanice din 2001:

## Lista
| 2001                                     |                          | |                       |                                                       |
| The 51st State                           | Ronny Yu                 | Samuel L. Jackson, Robert Carlyle, Emily Mortimer, Ricky Tomlinson                                                         | Action/Crime          |                                                       |
| Another Life                             | Philip Goodhew           | Ioan Gruffudd, Natasha Little                                                                                              | Drama                 |                                                       |
| Back to the Secret Garden                | Michael Tuchner          | Joan Plowright, George Baker                                                                                               | Family                |                                                       |
| Beginner's Luck                          | James Callis, Nick Cohen | Julie Delpy, Steven Berkoff                                                                                                | Drama                 |                                                       |
| Birthday Girl                            | Jez Butterworth          | Nicole Kidman, Ben Chaplin                                                                                                 | Comedy/Drama          |                                                       |
| Blow Dry                                 | Paddy Breathnach         | Alan Rickman, Natasha Richardson                                                                                           | Comedy                |                                                       |
| Bride of the Wind                        | Bruce Beresford          | Sarah Wynter, Jonathan Pryce                                                                                               | Historical drama      |                                                       |
| Bridget Jones's Diary                    | Sharon Maguire           | Renée Zellweger, Hugh Grant, Colin Firth                                                                                   | Comedy                |                                                       |
| The Bunker                               | Rob Green                | Jason Flemyng, Andrew Tiernan, Jack Davenport, Andrew Lee Potts                                                            | Drama                 |                                                       |
| Captain Corelli's Mandolin               | John Madden              | Nicolas Cage, Penélope Cruz                                                                                                | Drama                 | Co-production with France and the US                  |
| The Cat's Meow                           | Peter Bogdanovich        | Kirsten Dunst, Cary Elwes, Eddie Izzard                                                                                    | Drama                 | Co-production with Germany and the United States      |
| Charlotte Gray                           | Gillian Armstrong        | Cate Blanchett, Michael Gambon                                                                                             | Drama                 |                                                       |
| Christmas Carol: The Movie               | Jimmy T. Murakami        | Simon Callow, Kate Winslet, Nicolas Cage                                                                                   | Animation             |                                                       |
| Cradle of Fear                           | Alex Chandon             | Dani Filth, Emily Booth | Horror                |                                                       |
| Crush                                    | John McKay               | Andie MacDowell, Imelda Staunton                                                                                           | Comedy/Drama          |                                                       |
| The Emperor's New Clothes                | Alan Taylor              | Ian Holm, Iben Hjejle | Historical            |                                                       |
| Enigma                                   | Michael Apted            | Dougray Scott, Kate Winslet, Jeremy Northam                                                                                | World War II/Thriller |                                                       |
| The Escapist                             | Gillies MacKinnon        | Jonny Lee Miller, Andy Serkis                                                                                              | Thriller              |                                                       |
| The Fourth Angel                         | John Irvin               | Jeremy Irons, Forest Whitaker                                                                                              | Thriller              |                                                       |
| Girl from Rio                            | Christopher Monger       | Hugh Laurie, Vanessa Nunes                                                                                                 | Romance               |                                                       |
| Gosford Park                             | Robert Altman            | Maggie Smith, Helen Mirren, Michael Gambon, Kristin Scott Thomas, Eileen Atkins, Clive Owen, Kelly Macdonald, Emily Watson | Drama                 | Winner of the Best Original Screenplay Academy Award. |
| Harry Potter and the Philosopher's Stone | Chris Columbus           | Daniel Radcliffe, Rupert Grint, Emma Watson                                                                                | Fantasy               |                                                       |
| High Heels and Low Lifes                 | Mel Smith                | Kevin McNally, Minnie Driver                                                                                               | Comedy/Action         |                                                       |
| The Hole                                 | Nick Hamm                | Thora Birch, Desmond Harrington                                                                                            | Horror                |                                                       |
| Hotel                                    | Mike Figgis              | Saffron Burrows, Salma Hayek, Lucy Liu, Burt Reynolds                                                                      | Drama                 |                                                       |
| Inferno                                  | Paul Kousoulides         | Emily Booth, Sanjeev Bhaskar                                                                                               | Sci Fi                | Short film                                            |
| Iris                                     | Richard Eyre             | Judi Dench, Kate Winslet, Jim Broadbent                                                                                    | Biographical Drama    | Winner of the Best Supporting Actor Academy Award     |
| Last Orders                              | Fred Schepisi            | Michael Caine, Tom Courtenay                                                                                               | Drama                 |                                                       |
| Late Night Shopping                      | Saul Metzstein           | Luke de Woolfson, James Lance                                                                                              | Drama                 |                                                       |
| Lover's Prayer                           | Reverge Anselmo          | Kirsten Dunst, Julie Walters                                                                                               | Period drama          |                                                       |
| The Luzhin Defence                       | Marleen Gorris           | John Turturro, Emily Watson                                                                                                | Drama                 |                                                       |
| The Martins                              | Tony Grounds             | Lee Evans, Kathy Burke | Comedy                |                                                       |
| Me Without You                           | Sandra Goldbacher        | Anna Friel, Michelle Williams                                                                                              | Drama                 |                                                       |
| Mean Machine                             | Barry Skolnick           | Vinnie Jones, Jason Statham                                                                                                | Sports                | A remake of the US film entitled The Longest Yard     |
| Mike Bassett: England Manager            | Steve Barron             | Ricky Tomlinson, Amanda Redman                                                                                             | Sports/Comedy         |                                                       |
| My Kingdom                               | Don Boyd                 | Richard Harris, Lynn Redgrave                                                                                              | Crime                 |                                                       |
| Phoenix Blue                             | Tony Maylam              | Amanda Donohoe, James Murray, Emily Hamilton                                                                               | Thriller              |                                                       |
| Strictly Sinatra                         | Peter Capaldi            | Ian Hart, Kelly Macdonald                                                                                                  | Drama                 |                                                       |
| The Triumph of Love                      | Clare Peploe             | Mira Sorvino, Ben Kingsley                                                                                                 | Comedy                | Co-production with Italy and Germany                  |